# Potée comtoise
Pour un article plus général, voir Potée.
La potée comtoise est une variante de potée traditionnelle, de la cuisine franc-comtoise, à base de viandes de salaison / fumées du Haut-Doubs, saucisse de Montbéliard, saucisse de Morteau et de lard.

## Préparation
Les variantes sont nombreuses, suivant les familles, les livres de cuisine, ou les sites internet. On retrouve cependant une base commune, à savoir la cuisson de viandes fumées, saucisse de Montbéliard, saucisse de Morteau, lard, chou, pommes de terre, navets, carottes, haricots verts, poireaux, oignon, bouquet garni, avec éventuellement du vin jaune, savagnin ou vin blanc du vignoble du Jura, ou de la bière.

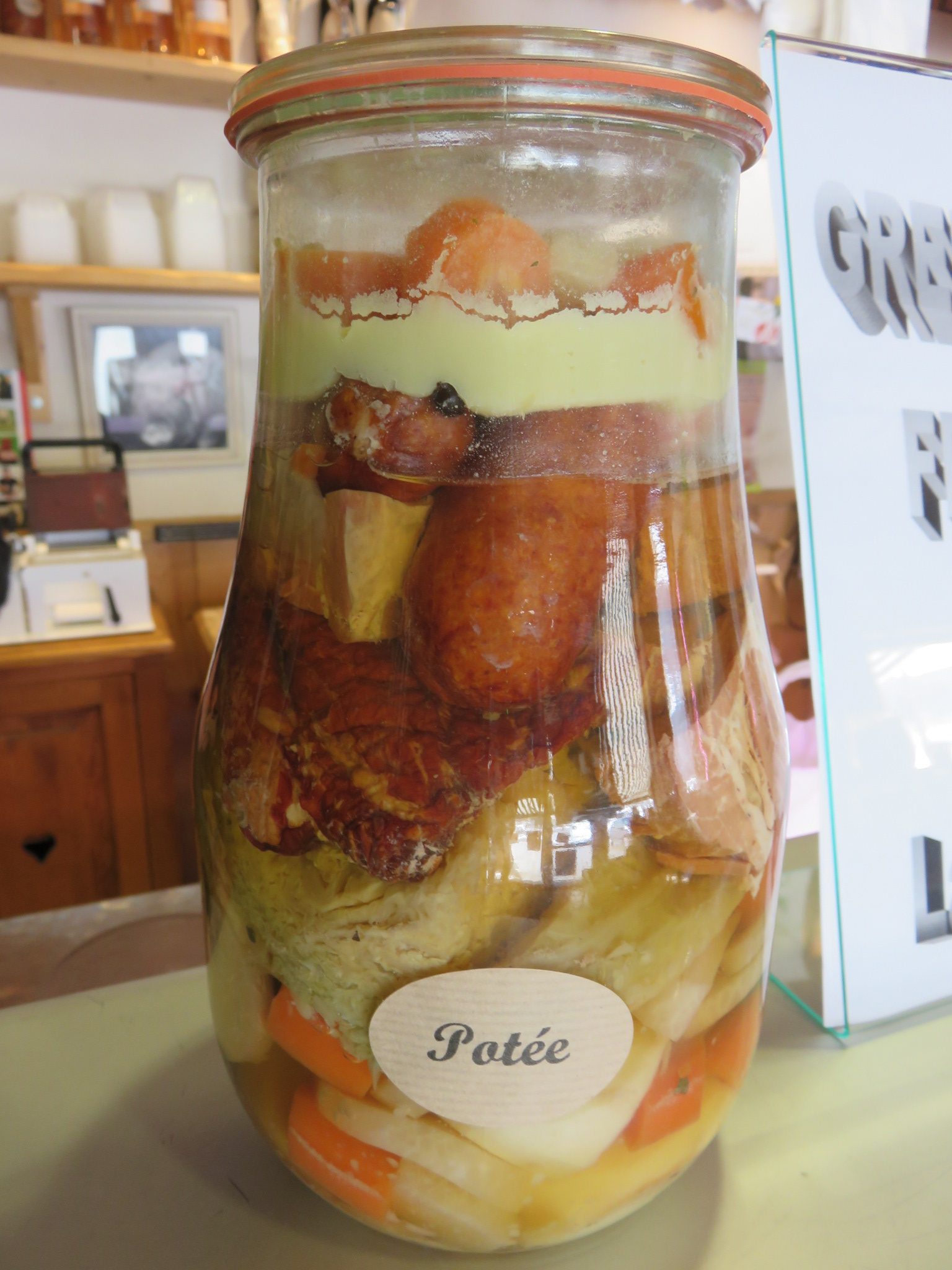
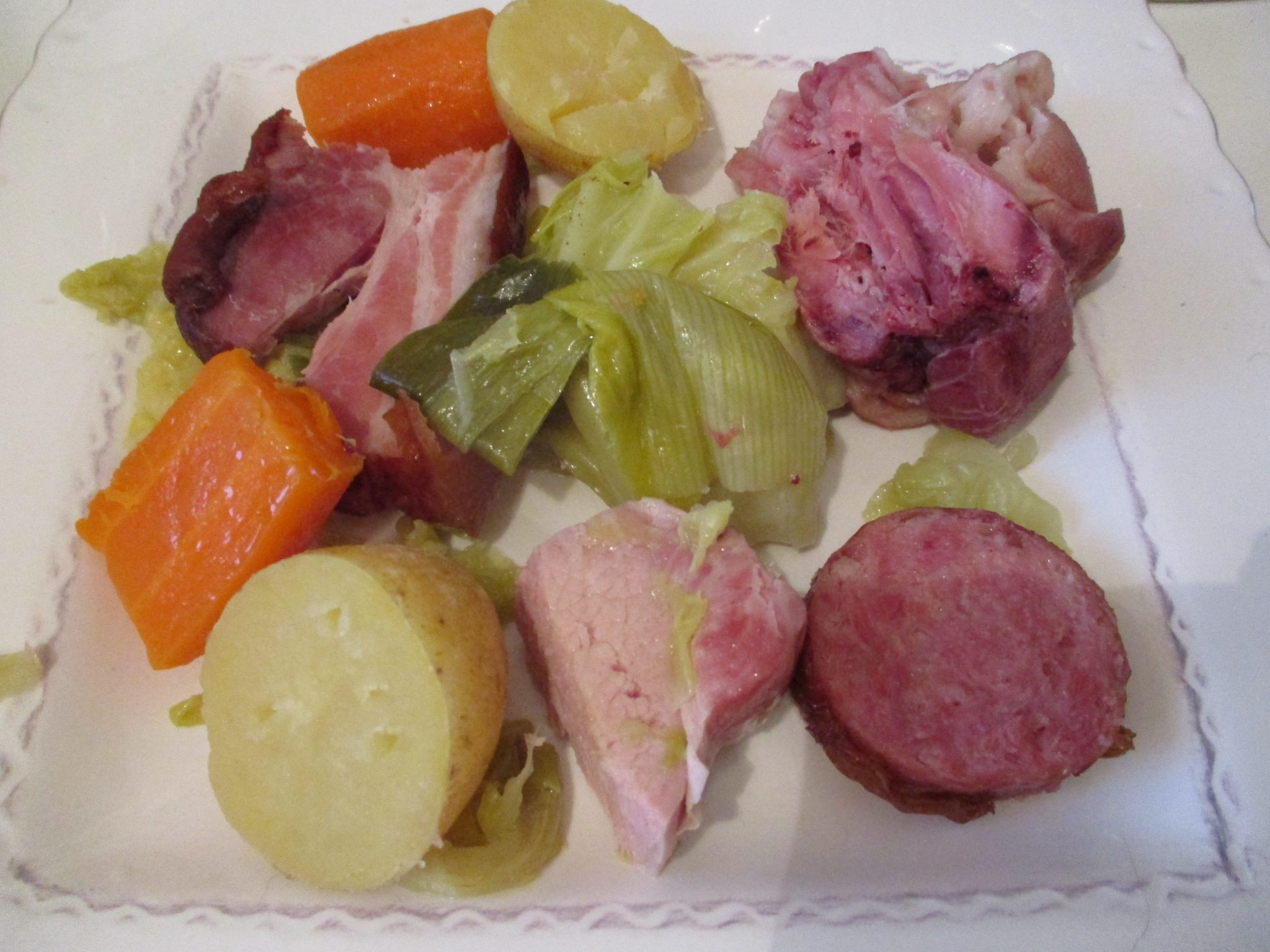
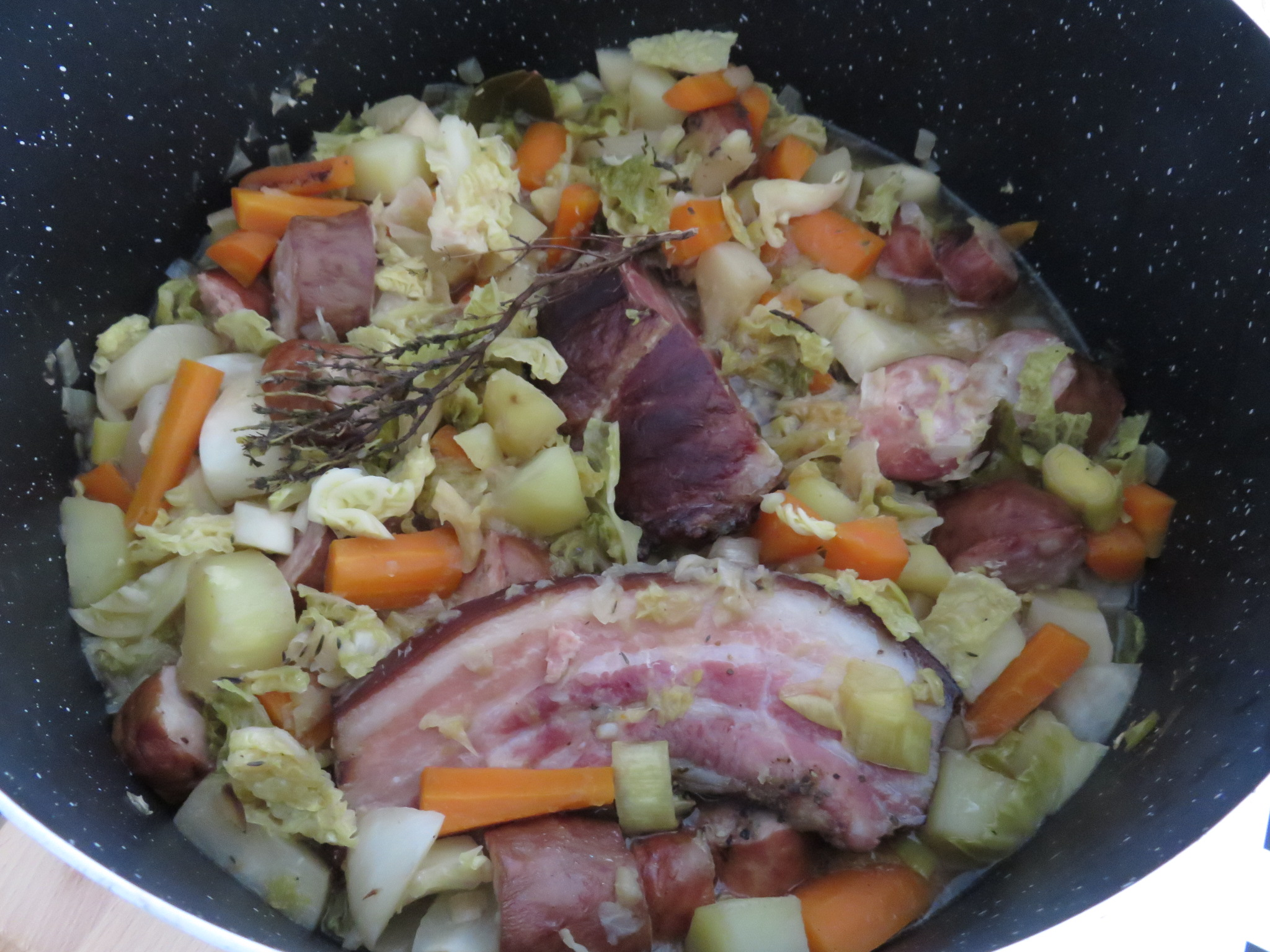
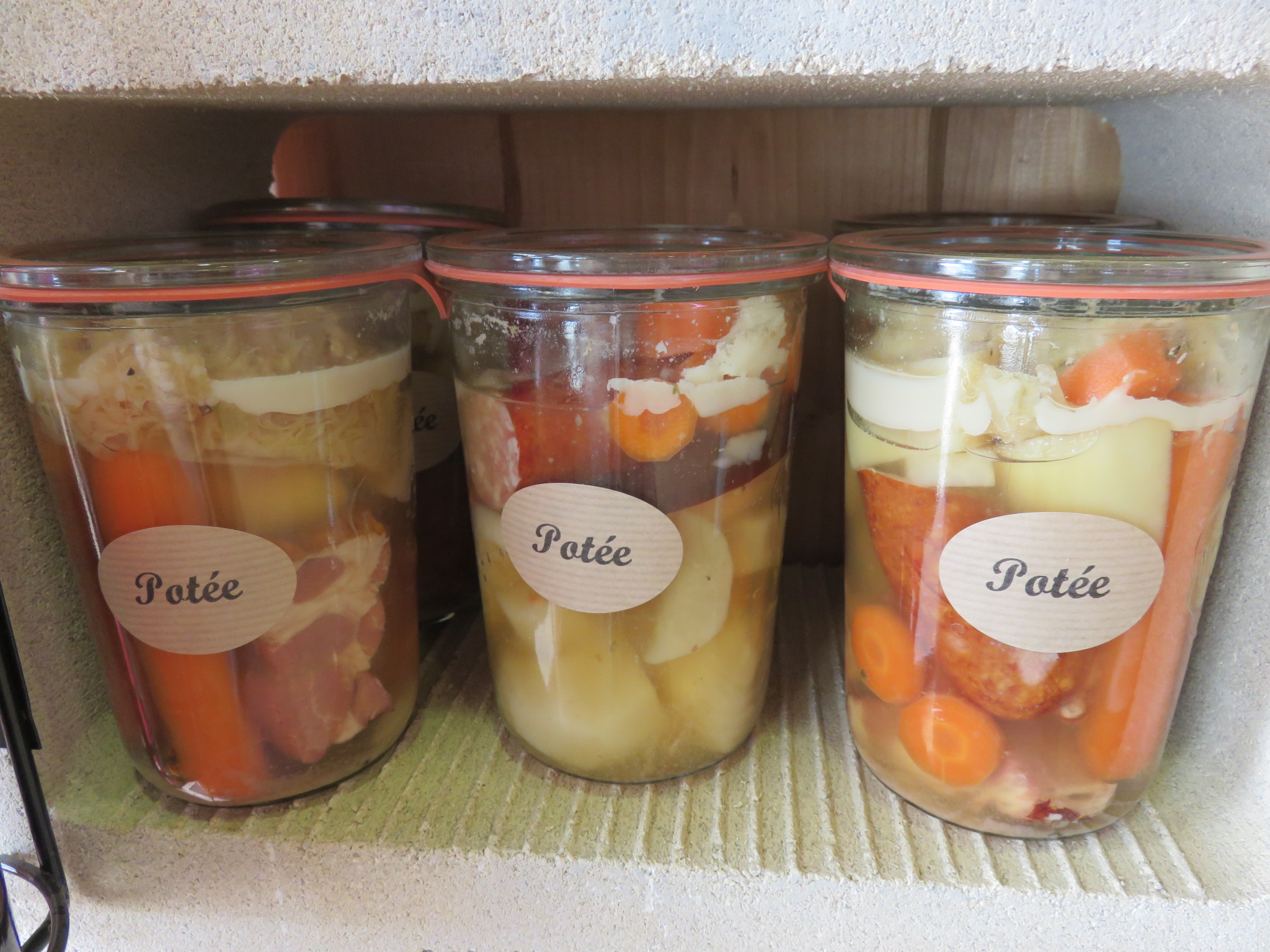